# Antoni Balicki
Antoni Euzebiusz Balicki (ur. 10 czerwca 1883 w Żniatynie, k. Sokala, zm. 12 maja 1956 w Warszawie) – polski pedagog, pisarz, teoretyk dydaktyki, wykładowca Akademii Handlowej w Krakowie, Wyższej Szkoły Pedagogicznej i Państwowej Wyższej Szkoły Aktorskiej w Krakowie. Także dyrektor tej uczelni.

## Życiorys
Urodził się 10 czerwca 1883 w Żniatynie, k. Sokala, w rodzinie nauczycieli ludowych, jako syn Antoniego. Ukończył szkołę elementarną w Krzyszkowicach i Gimnazjum św. Anny w Krakowie (1894–1902). W latach 1902–1907 studiował na Wydziale Filozoficznym Uniwersytetu Jagiellońskiego. Zimą 1903 założył studencki dwutygodnik „Przyszłości”. Pierwszy numer trafił do sprzedaży 5 marca tego roku. W okresie od maja 1904 do lipca 1905 odbywał praktykę jako korespondent w organie Stronnictwa Katolicko-Narodowego „Echo Przemyskie”. Za sprawą odkrycia w dziale rękopisów biblioteki UJ nieznanego poematu Teofila Lenartowicza: „Żywot starego żołnierza” Balicki zyskał uznanie w kręgach krakowskich naukowców. Na wiosnę 1905 rozpoczął pracę w redakcji stańczykowskiego „Przeglądu Polskiego”, gdzie wraz z Józefem Flachem tworzył rubrykę omówień literackich. Po odejściu Zygmunta Stefańskiego objął także dział „Teatr krakowski”.
W okresie 1908–1909 wzmogła się jego twórczość literacka. W 1908 opublikował cykl satyr społecznych „Ukochane Muzy Nasze…” oraz powieść „Dla ludzi”, której kontynuację „Chaos” wydał w 1909. Do 1918 był nauczycielem języka polskiego w III Gimnazjum im. Jana Sobieskiego w Krakowie, a równocześnie był publicystą miesięcznika Stowarzyszenia Straż Polska. W 1918 Balicki dostał tytuł profesora gimnazjum, a nieco później otrzymał stanowisko nauczyciela języka polskiego w Akademii Handlowej w Krakowie.
W okresie dwudziestolecia międzywojennego poświęcił się pracy nad teorią dydaktyki w nauce języka polskiego i literatury w szkolnictwie średnim. Opublikował wówczas kilka ważnych rozpraw: w 1931 „Osoba wychowawcy i jego zadania”, w 1934 „Godziny polskiego… Garść uwag na temat języka polskiego w średnich szkołach zawodowych”, a w 1936 „Nauka języka polskiego w gimnazjum kupieckim”. 
Po II wojnie światowej był wykładowcą historii w nowo powstałej Państwowej Szkole Dramatycznej (przemianowanej w 1949 na Państwową Wyższą Szkołę Aktorską). W okresie od 1 września do 30 listopada 1949 pełnił także funkcję dyrektora tej uczelni. Był także wykładowcą w Wyższej Szkole Pedagogicznej. 
W ostatnich latach życia tworzył cykl artykułów publikowanych na łamach miesięcznika „Listy z Teatru”, w którym opisywał swoje doświadczenia z teatrem krakowskim. Cyklu nie zdążył ukończyć.
Był mężem Zofii z Mniszków (1884–1955), ojcem Stanisława Witolda, Juliusza Ignacego (1911–1941), aktora, reżysera, scenografa, Antoniego Adama (ur. 1914), ppor. rez. i Zbigniewa Józefa (1919–1999), księgarza.
Zmarł 12 maja 1956 w Warszawie, pochowany na cmentarzu Powązkowskim (kwatera 124-6-29).

## Ordery i odznaczenia
- Złoty Krzyż Zasługi (13 lipca 1954)[6]
- Medal 10-lecia Polski Ludowej (15 stycznia 1955)[12]